# Трумбаш
Трумбаш - метальний ніж з численними відгалуженнями на клинку, традиційна зброя деяких народів центральної Африки (на просторі від Ефіопії до нижнього Конго). Трумбаш може використовуватись і як метальна і як колюча зброя, також трумбаш є церемоніальною зброєю. Інколи класифікується як тесак чи бойовий серп. Трумбаш має коване лезо, важке зазвичай з ребрами жорсткості. Лезо двосічне, заточка двостороння. Руків'я виконане з дерева інколи з обмоткою з латунної або шкіряної стрічки. Деякі трумбаші мають голівку в кінці руків'я.. Трумбаш часто має декорування поверхні з орнаментів і ліній.